# RTP Internacional
«RTP Internacional» или «RTPi» (Э́ри-тэ-пэ́ интэрнасиуна́л) — португальский международный общественный телеканал. Входит в RTP.

## История
Был первым международным телеканалом на португальском языке. Португалии было важно создать международный телеканал, потому что 4,5 миллиона португальцев живут за границей, а всего в мире насчитывается 200 миллионов человек, говорящих на португальском. Своё вещание начал 10 июня 1992 года, в День Португалии, Камоэнса, и португальских сообществ. Трансляции велись со спутника, сначала только на Европу. Скоро началось вещание на Африку, где тоже значительная потенциальная португальскоговорящая аудитория, а также на Канаду, США, Бразилию и на Азию. С самого начала трансляции велись только 6 часов в день, потом канал стал 24-часовым. В 1998 году «RTPi» прекратил вещание в странах Африки, вместо него же появился отдельный канал, который называется «RTP África». Причём в некоторых странах «RTP África» есть и в обычном телеэфире, не только по спутнику или кабелю. Также «RTPi» ретранслируется в телеэфир в Макао, телекомпанией «Teledifusão de Macau» (TdM), и в Восточном Тиморе, телекомпанией «Televisão Timor Leste» (TVTL). В марте 2005 года канал начал сдвигать трансляции в разных частях света по поясам, чтобы зрители в разных временных зонах могли смотреть передачи в более удобное им время. Так что теперь есть три расписания: для Америки (Северной и Южной), для Европы и для Азии. В 2006 году был запущен сервис «RTPi Mobile», позволяющий смотреть канал на мобильных телефонах, оснащённых позволяющими это делать технологиями.

## Передачи
Программная сетка «RTP Internacional» представляет собой выборку передач португальских национальных и региональных каналов телерадиокомпании «Rádio e Televisão de Portugal» (оттуда идёт всё наполнение канала, кроме перечисленного далее), частных португальских телекомпаний «SIC» и «TVI» (10% контента) плюс с добавлением специальных передач для португальских эмигрантов в Европе, Африке, Южной и Северной Америке, а также в Макао и Южном Тиморе. (Эта специальная программа для эмигрантов выпускается с 2005 года и называется «Contacto».) В общем и целом, RTP Internacional перемежает ток-шоу и свежие новости со спортом (практически только футболом), а также документальными и игровыми телефильмами/сериалами. Но если попытаться перечислить, то среди программного наполнения передачи информационные, игровые, развлекательные, посвященные различным направлениям культурной жизни, документальные, музыкальные, детские и молодёжные, показывают также португальский футбол.

## География вещания
Доступен через кабельное и спутниковое телевидение во всём мире, кроме Африки.

### Европа
| - Австрия - Азербайджан - Албания - Андорра - Армения - Беларусь - Бельгия - Болгария - Босния и Герцеговина - Великобритания - Венгрия - Германия - Греция - Грузия - Дания - Израиль - Ирландия - Исландия - Испания - Италия - Кипр - Латвия - Литва - Лихтенштейн - Люксембург - Северная Македония - Мальта | - Молдова - Нидерланды - Норвегия - Польша - Португалия - Республика Косово - Россия - Румыния - Сербия - Словакия - Словения - Турция - Украина - Финляндия - Франция - Хорватия - Черногория - Чехия - Швейцария - Швеция - Эстония |

### Северная и Южная Америки
- США
- Канада
- Мексика
- Монтсеррат
- Белиз
- Коста-Рика
- Доминиканская Республика
- Тринидад и Тобаго
- Виргинские Острова (США)
- Пуэрто-Рико
- Панама
- Никарагуа
- Куба
- Гватемала
- Гондурас
- Ямайка
- Доминика
- Гаити
- Теркс и Кайкос
- Сальвадор
- Антигуа и Барбуда
- Барбадос
- Сент-Люсия
- Суринам
- Аргентина
- Эквадор
- Чили
- Перу
- Парагвай
- Бразилия
- Боливия
- Колумбия
- Уругвай
- Венесуэла

### Ближний Восток
- Сирия
- Саудовская Аравия
- Иордания
- Оман
- Иран
- Ирак
- ОАЭ
- Бахрейн
- Кувейт
- Йемен
- Афганистан

### Средняя Азия
- Казахстан
- Кыргызстан
- Таджикистан
- Туркменистан
- Узбекистан

### Страны Азии и Океания
- Австралия
- Бруней
- Индия
- Малайзия
- Лаос
- Республика Корея
- Япония
- Индонезия
- Сингапур
- Филиппины
- Вьетнам
- Мьянма
- КНДР
- Макао
- Китай
- Гонконг
- Китайская Республика

### Африка
В Африке «RTPi» не распространяется. Из африканских стран «RTPi» по-прежнему доступен в Анголе и Мозамбике.